# Tudor Mușatescu
Tudor Mușatescu (n. 22 februarie 1903, Câmpulung, România – d. 4 noiembrie 1970, București, România) a fost un poet, prozator, dramaturg și umorist român.

## Date biografice
A absolvit trei facultăți: Facultatea de Litere (profil Latină), de Filozofie și cea de Drept. Provenind din familia unui avocat, „contaminat” de înclinațiile artistice ale mamei sale, Tudor Mușatescu este cuprins de patima scrisului încă din anii de școală.
Scrie epigrame, realizează de unul singur, în anul 1912, la vârsta de 9 ani, o revistă, „Ghiocelul” - „pe care o scriam și tipăream singur, cu litere de cauciuc, în patru pagini. Ediția era de trei numere și principalul abonat era bunicul”, cu versuri, schițe și chiar cu o piesă de teatru, intitulată Ardealul. A scris schițe, romane, piese de teatru, dar succesul i-a fost adus de teatru.
La maturitate, atât ca vârstă, cât și ca formație artistică, Tudor Mușatescu se dedică trup și suflet teatrului, în calitate de dramaturg, traducător, director de scenă, de conducător și proprietar de teatru. Criticii l-au considerat un fidel continuator, în perioada interbelică, al comediei caragialene de moravuri, prin tipologie, situații și dialoguri spirituale. Debutează ca dramaturg în 1923, la Paris, cu piesa „Focurile de pe comori” (piesă nepublicată).
Piesele de teatru ale lui Mușatescu, cu deosebire comediile Titanic-Vals, ...escu și melodrama Visul unei nopți de iarnă, au avut succes și în străinătate. Titanic-Vals și ...escu au fost ecranizate.
Multe dintre ele au fost traduse în limbile franceză, engleză, germană, italiană, greacă, poloneză, cehă etc.
Prima dată a fost căsătorit cu Edith Hechter, de care a divorțat la 8 iulie 1935 și s-a recăsătorit la 8 noiembrie 1939 cu Ecaterina (Kitty) Gheorghiu, actriță la Teatrul Național. Fiul lui, Bogdan (Bobiță) Mușatescu, a fost actor la TNB.

## FarsaBirlic
În 1934 Tudor Mușatescu a tradus și adaptat o farsă a autorilor vienezi Franz Arnold și Ernst Bach, pe care regizorul Sică Alexandrescu a pus-o în scenă la deschiderea primei stagiuni a Teatrului Vesel din București. Pe afiș spectacolul a apărut cu titlul Birlic. Acțiunea farsei a fost plasată în nordul Moldovei, eroul principal fiind contabilul Costache Perjoiu, poreclit Birlic, din Fălticeni. Rolul lui Costache Perjoiu a fost încredințat tânărului actor Grigore Vasiliu, care a rămas și el ulterior cu porecla Birlic. Numele „Birlic” este de origine turcească („birlik”), însemnând „as la jocul de cărți”.

## Distincții
- Ordinul Meritul Cultural, în gradul de Cavaler cl. II, pentru litere (1 februarie 1943)[8]
- Ordinul Muncii clasa I (11 martie 1963) „pentru merite deosebite în domeniul creației literare, cu prilejul împlinirii a 60 de ani de la naștere”[9]

## Opera

### Teatru
- Focurile de pe comori (1923)
- Panțarola (1928)
- Sosesc deseară (1931). Adaptată ca Sosesc de la Paris, un musical de comedie realizat de regizorul Cornel Popa. Personajul principal este Puiu, un tânăr student în drept la Sorbona, care se întoarce de la Paris în orașul său natal pentru a-i cere tatălui său 500.000 de lei pentru... „diverse”.[10]
- Titanic-Vals (1932)
- ...escu (1933)
- Visul unei nopți de iarnă (1937)
- Țara fericirii (1946)
- Madona (1947)
- Profesorul de franceză (1948)
- A murit Bubi (1948)[11]
- Geamandura (1950)
- Burtă Verde (1952)
- Trenurile mele

### Scenete umoristice
- Titanic vals (1974)

### Romane
- Mica publicitate (1935)

### Schițe umoristice
- Nudul lui Gogu (1928)
- Ale vieții valuri (1932)

### Aforisme
- Fiecare cu părerea lui (1970)

### Versuri
- Vitrinele toamnei (1926)

### Diverse
Cinci volume de Scrieri, în 1969 și postum, în 1978.

### Traduceri
- D'Ennery & Cormon, O crimă celebră, București, 1942
- Molière, Căsătorie cu de-a sila, București, 1955
- Vladimir Maiakovski, Teatru, București, 1957 (în colaborare)
- Ciudomir, Bilete de favoare, București, 1965 (în colaborare cu Constanța Batalova)
- Ilf și Petrov, Opere, I-II, București, 1965 (în colaborare cu Ion Mihail)
- Gustaw Morcinek, Cele șapte ceasornice ale groparului Joachim Rybka, București, 1968 (în colaborare cu Teodor Holban)
- Karel Capek, Teatru, București, 1968 (în colaborare)